# Sanankulon (plaats)
Sanankulon is een bestuurslaag in het regentschap Blitar van de provincie Oost-Java, Indonesië. Sanankulon telt 4780 inwoners (volkstelling 2010).